# Derk Meedema

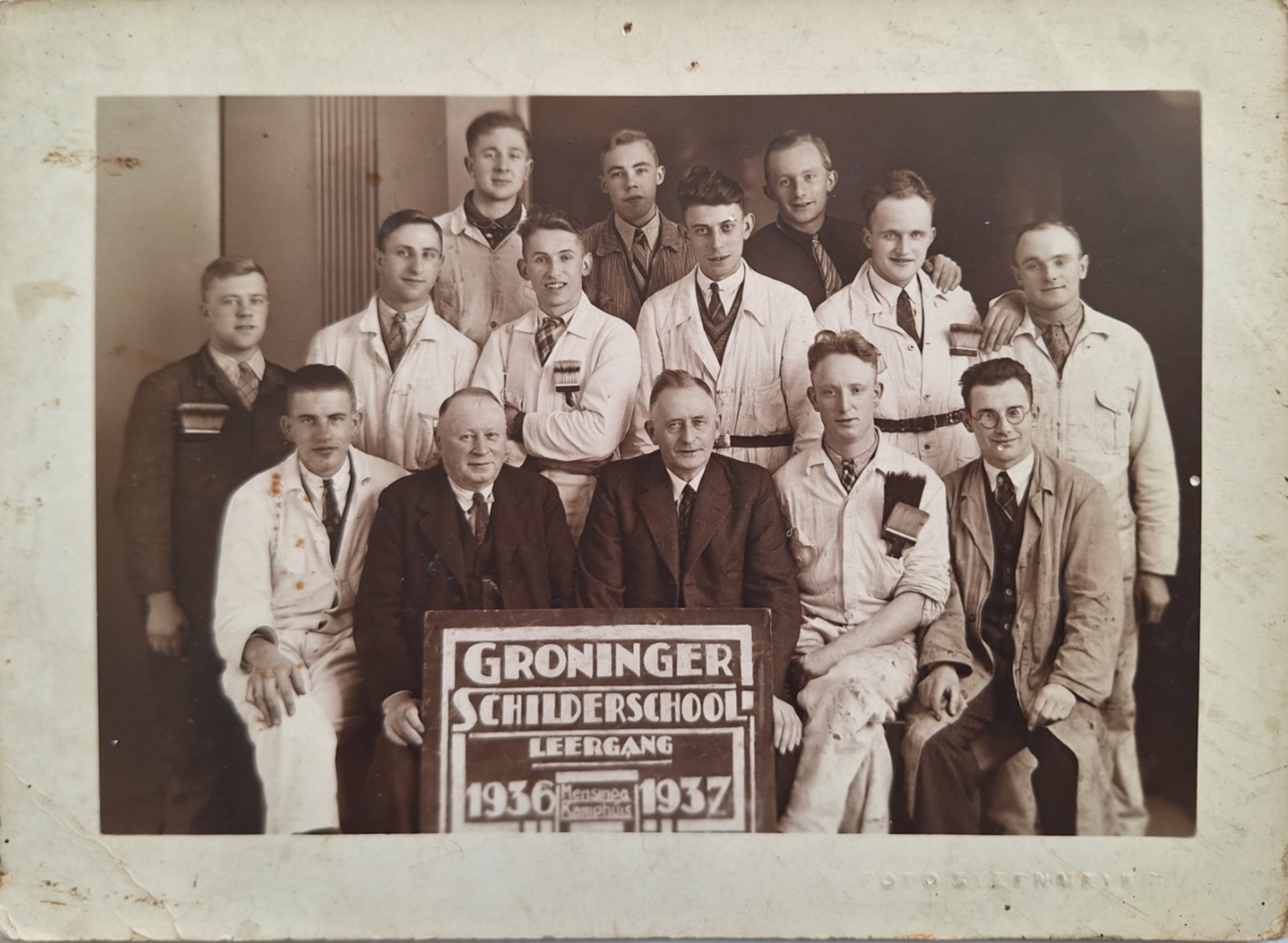
Kunstacademie Minerva voorheen "Groninger Schilderschool' onderste rij 3e van links; Jan Altink, middelste rij 3e van links; Derk Meedema

Derk Meedema (Wittewierum, 29 juni 1914 – Delfzijl, 22 november 1998), is een Nederlands kunstschilder van veelal landschappen, stillevens en portretten. Pseudoniem: "v.d. Heide"

## Biografie

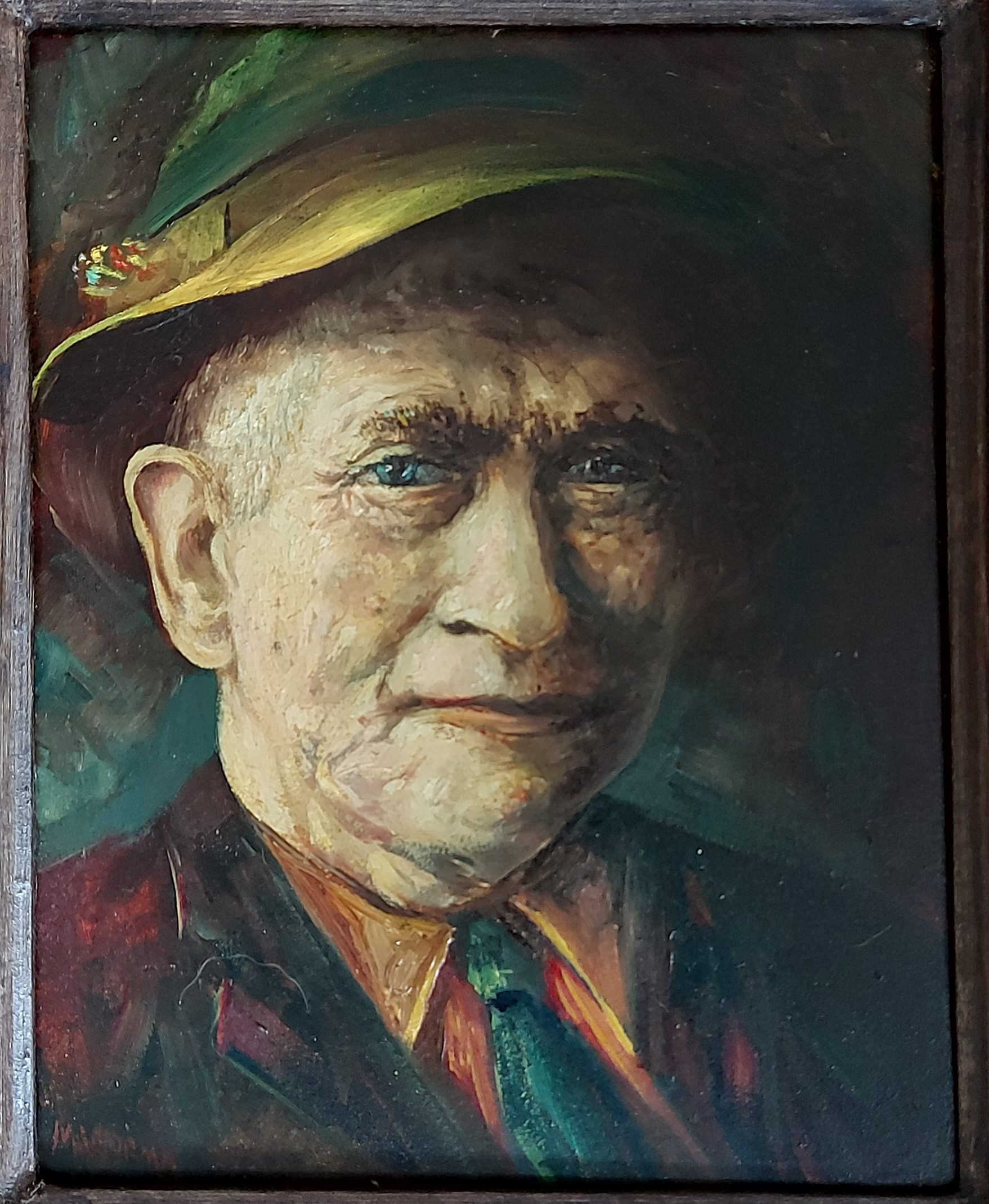
Derk Meedema, Zelfportret

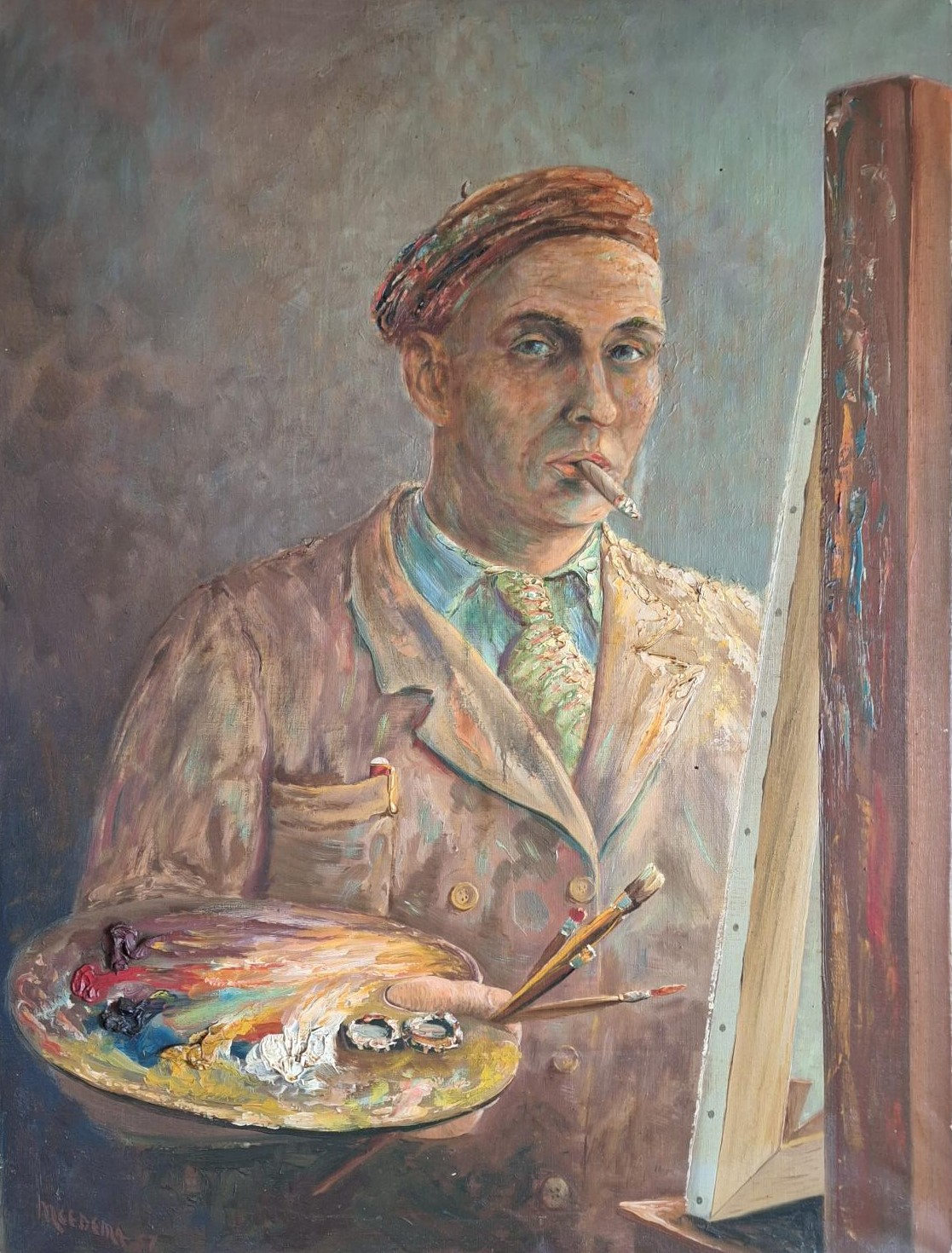
Derk Meedema, Zelfportret jongere jaren

Derk Meedema is geboren in de gemeente Ten Boer (Wittewierum). Beide ouders kwamen uit een ondernemersgezin. Familie aan vaderskant bestonden uit winkeliers, familie aan moederskant bezaten een café in Woltersum. Derk voelde in eerste instantie niets voor het ondernemerschap en meldde zich, enigszins tegen zijn wil van zijn ouders, aan bij de kunstacademie. Tijdens het doorlopen van de kunstacademie Minerva te Groningen, was hij leerling van Jan Altink en andere leden van het kunstenaarscollectief de Ploeg (Cornelis Pieter de Wit en Arnold Willem Kort).
Derk Meedema heeft in allerlei kunststromingen geschilderd, waaronder impressionisme en expressionisme. Het realisme en naturalisme genoten echter zijn voorkeur. Hij schilderde voornamelijk met olieverf op linnendoek of paneel. Af en toe maakte hij ook aquarellen en tekeningen. Zijn werken bestaan hoofdzakelijk uit landschappen, stillevens en portretten. De werkzame periode lag veelal tussen 1930 en 1990. Hij had hij atelier aan huis en was achtereenvolgens woonachtig in: Wittewierum, Woltersum, Groningen, Haren en Appingedam.
In de beginjaren van 1960 heeft hij korte tijd een uitstap gemaakt naar het ondernemerschap en was hij ca. 3 à 4 jaren uitbater van het hotel/café aan de Turfsingel nr 6. te Groningen, destijds "de Ebbingebrug", momenteel is dit etablissement "de Toeter" genaamd. Gedurende deze "horecaperiode", heeft hij echter niet geheel stilgezeten als zijnde kunstenaar, al zij het dat hij zijn werken beperkte tot schetsen en tekeningen. Onderwerp van zijn werken uit die tijd, waren de gasten in het café. Zo was Tom Manders (Dorus) eens te gast en is door Derk vereeuwigd. In de horeca maakte Derk kennis met het biljarten, wat in zijn latere jaren (naast tuinieren in de moestuin en sigaren roken), zou uitgroeien tot één van zijn grootste hobby's. Ondanks dat de jaren in Groningen een enerverende periode waren geweest, bleek het kunstenaarschap toch de overhand te hebben en verkochten Derk en zijn vrouw het hotel/café. Ze verhuisden met het gezin naar Haren (Gr.) waar hij wederom een atelier kon inrichten en hij zich weer volledig kon toeleggen op het kunstschilderen.
Meedema is op 21 oktober 1939 in het huwelijk getreden met Jantien (Jantje) Wieringa uit Eelde. Ze kregen 2 dochters waarvan 1 dochter (Anna Greving-Meedema) ook schilderde, ze schilderde onder haar meisjesnaam maar hanteerde soms de kunstenaarsnaam "Anna Kobolsky". Derk Meedema signeerde zijn werken met "Meedema" maar gebruikte ook regelmatig het pseudoniem "v.d. Heide". Vooral landschappen werden vaak voorzien van de signatuur "v.d. Heide", af en toe signeerde hij winterlandschappen met pseudoniem J. de Winther.
Derk Meedema heeft tot op hoge leeftijd nog geschilderd.

## Werk
Bescheiden als Derk Meedema was, heeft hij nooit geëxposeerd. De werken zijn vanuit zijn atelier, kunsthandels in Westerbork en Groningen verkocht. Veel van zijn werk is in privé bezit.

## Bibliografie

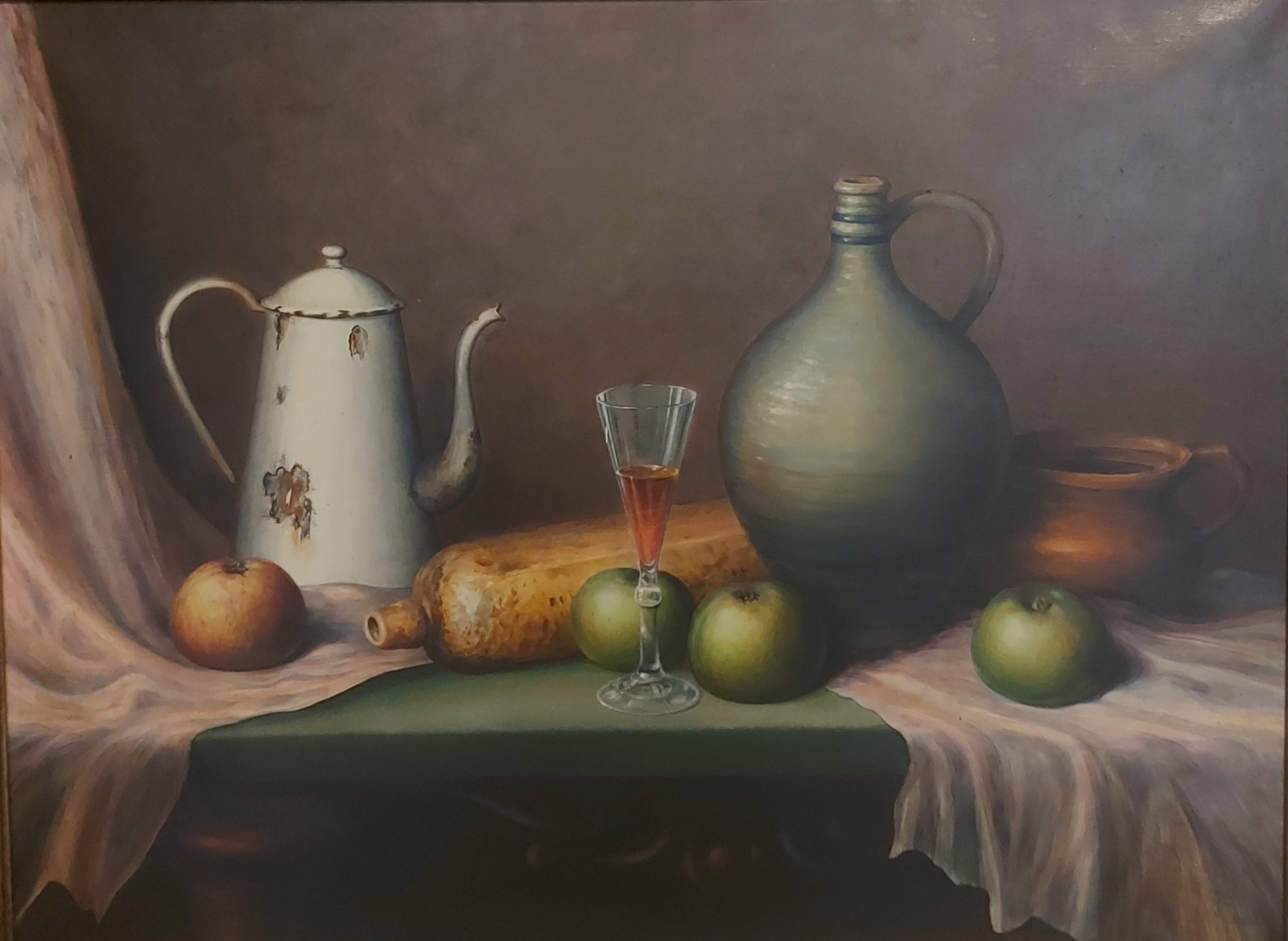
Derk Meedema, Stilleven, "Glas en kruik"
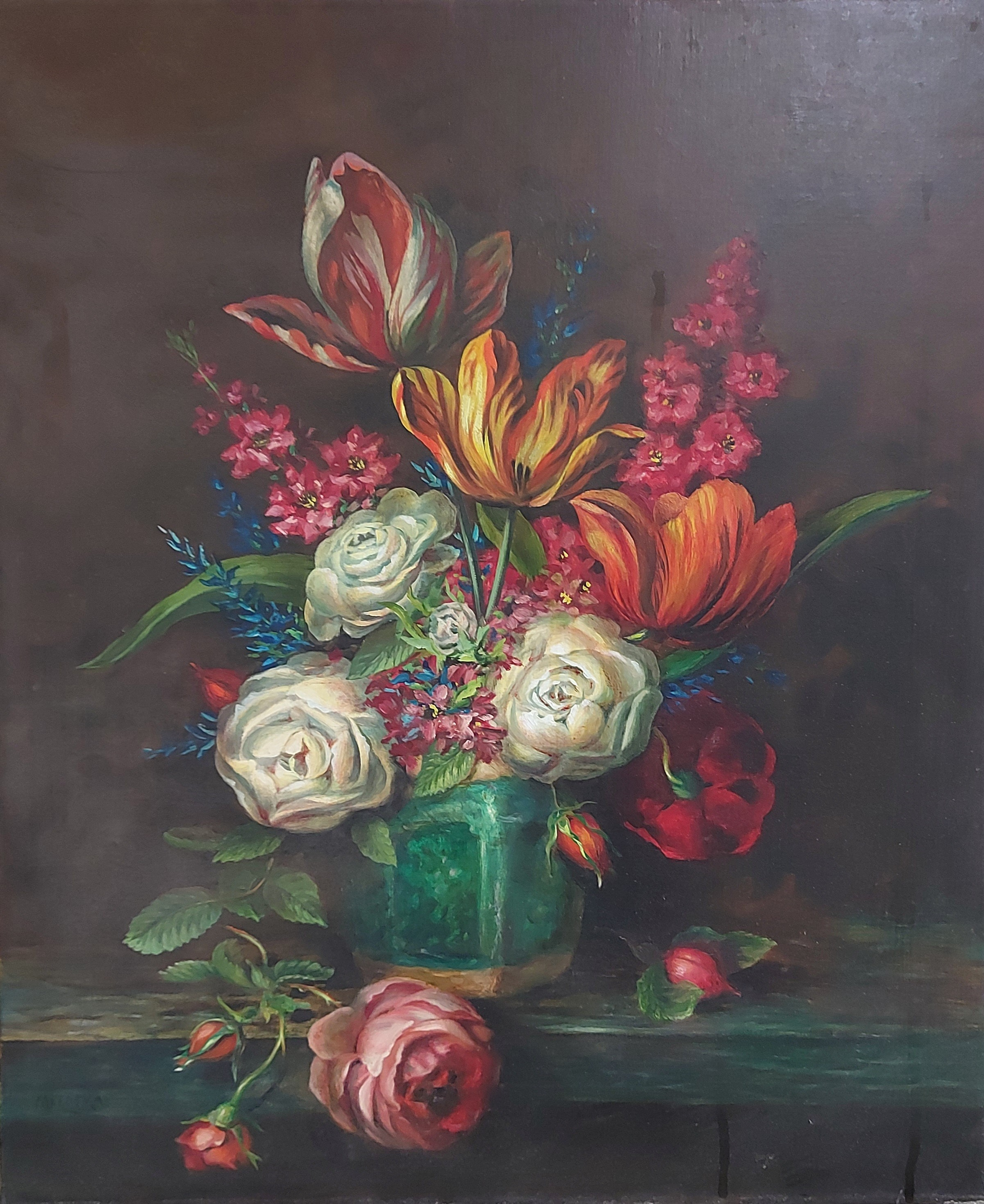
Derk Meedema, Olieverf op linnen, "Bloemstuk in Gemberpot"
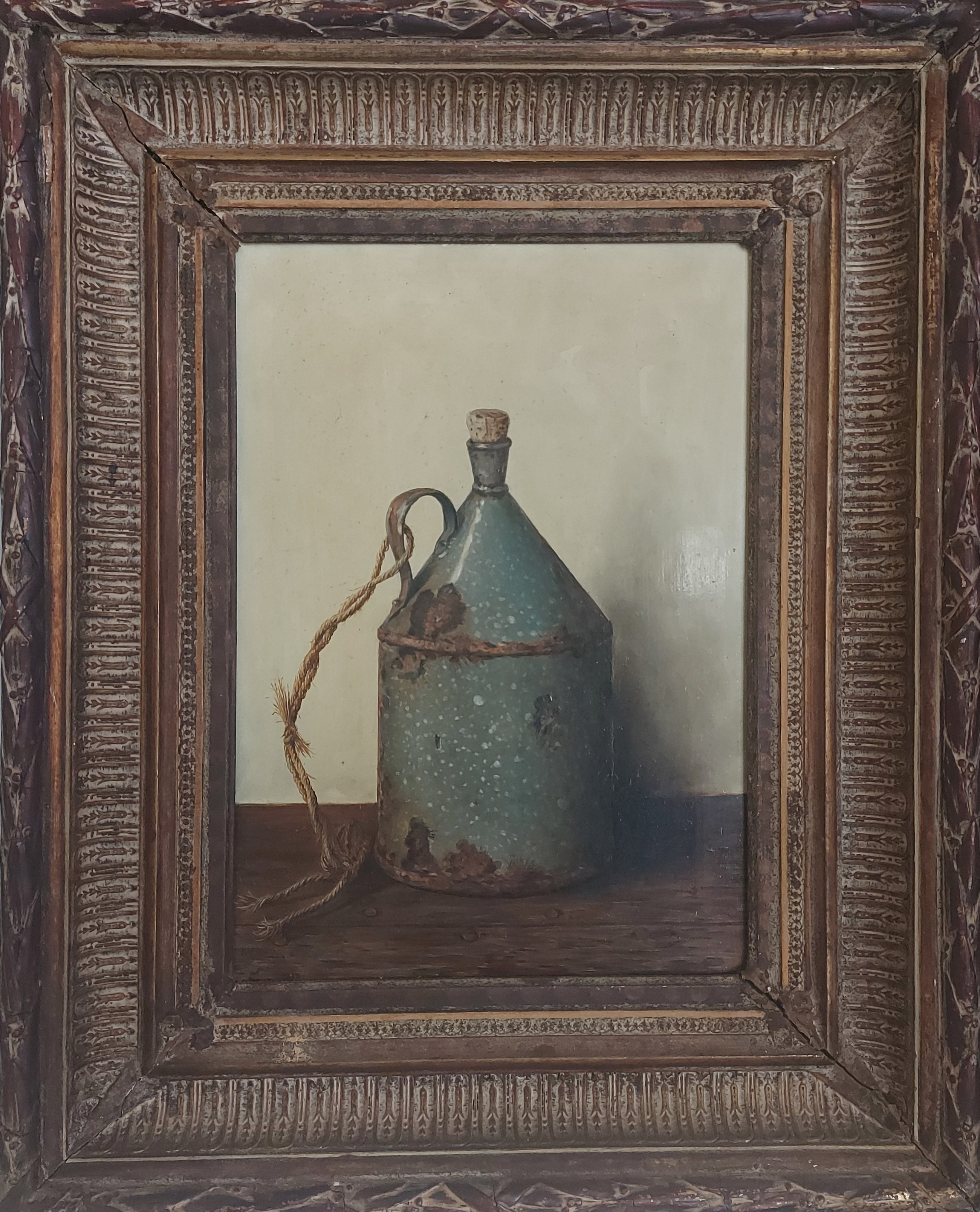
Derk Meedema, Olieverf op paneel, "Emaille fles".
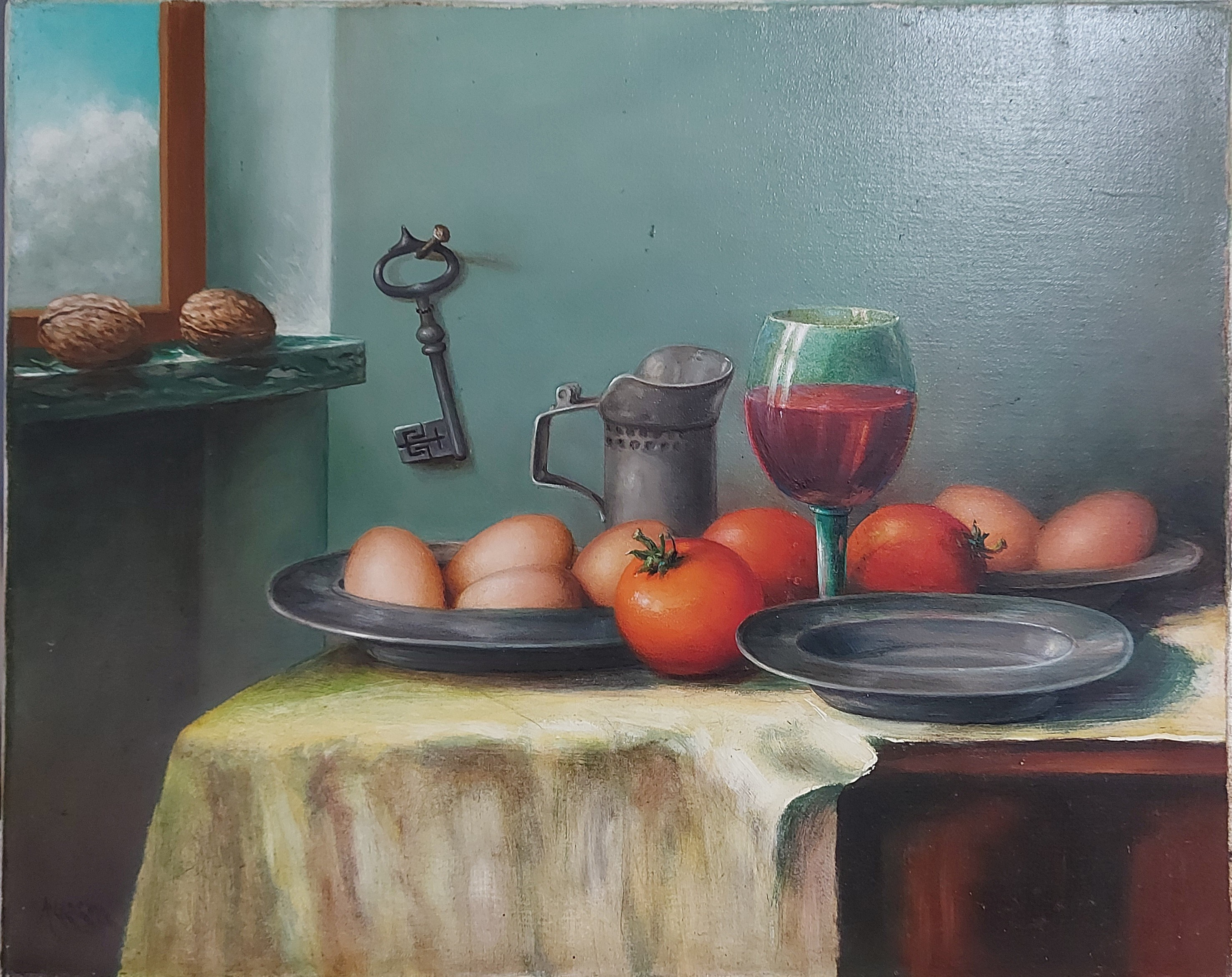
Derk Meedema, Olieverf op linnen, "Stilleven".
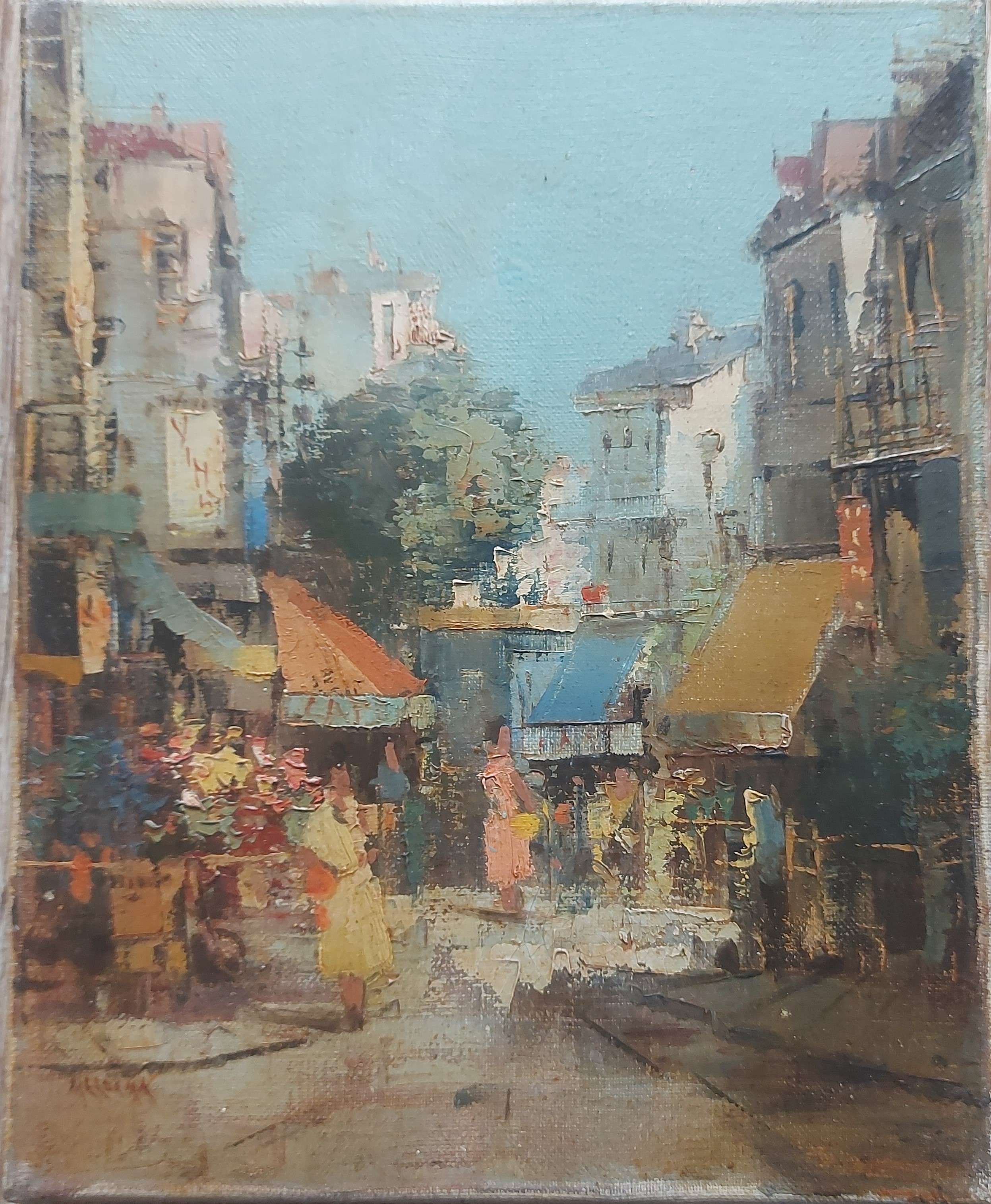
Derk Meedema, Olieverf op linnen, "Italiaans straatje"
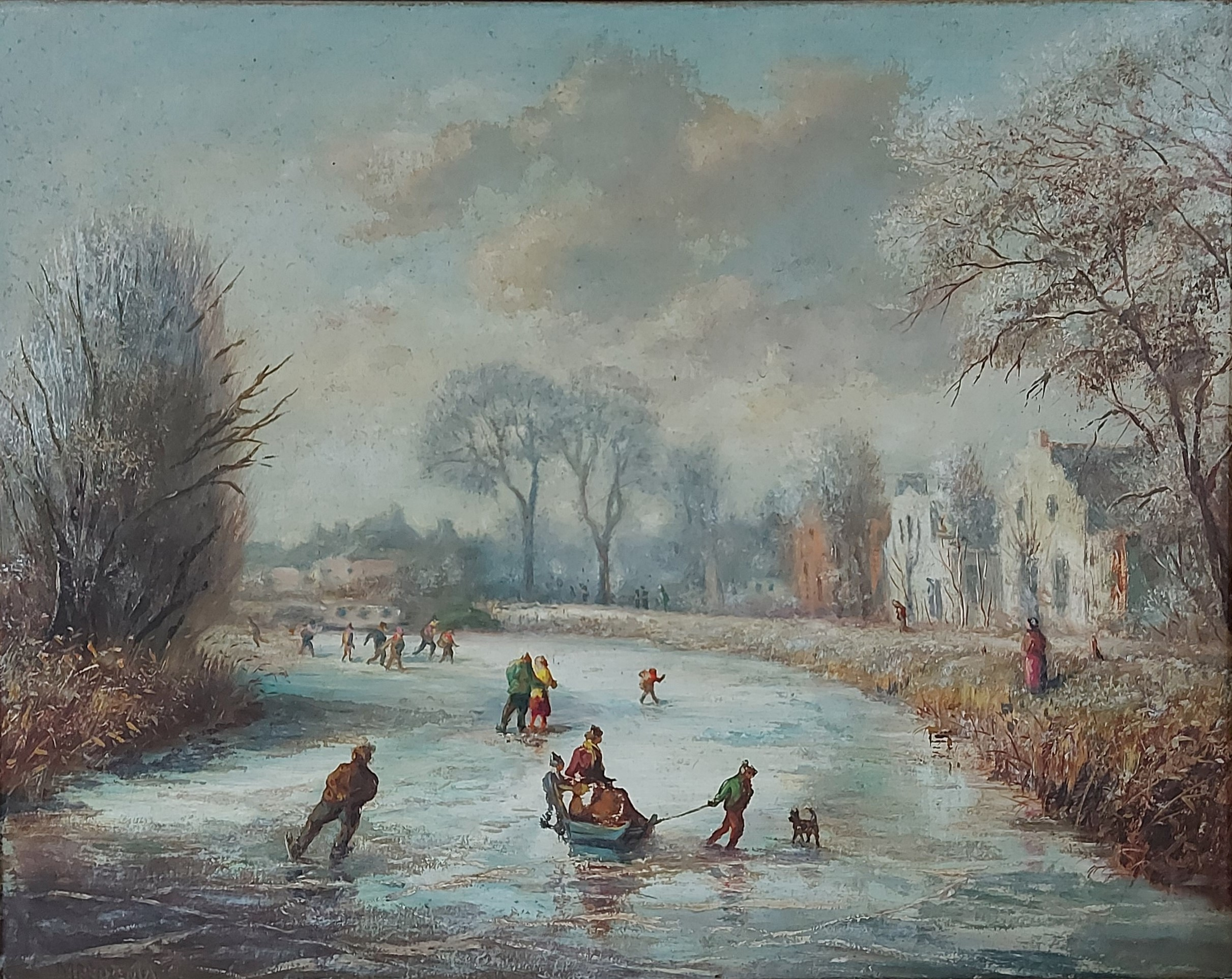
Derk Meedema, Olieverf op paneel, "Winterlandschap"
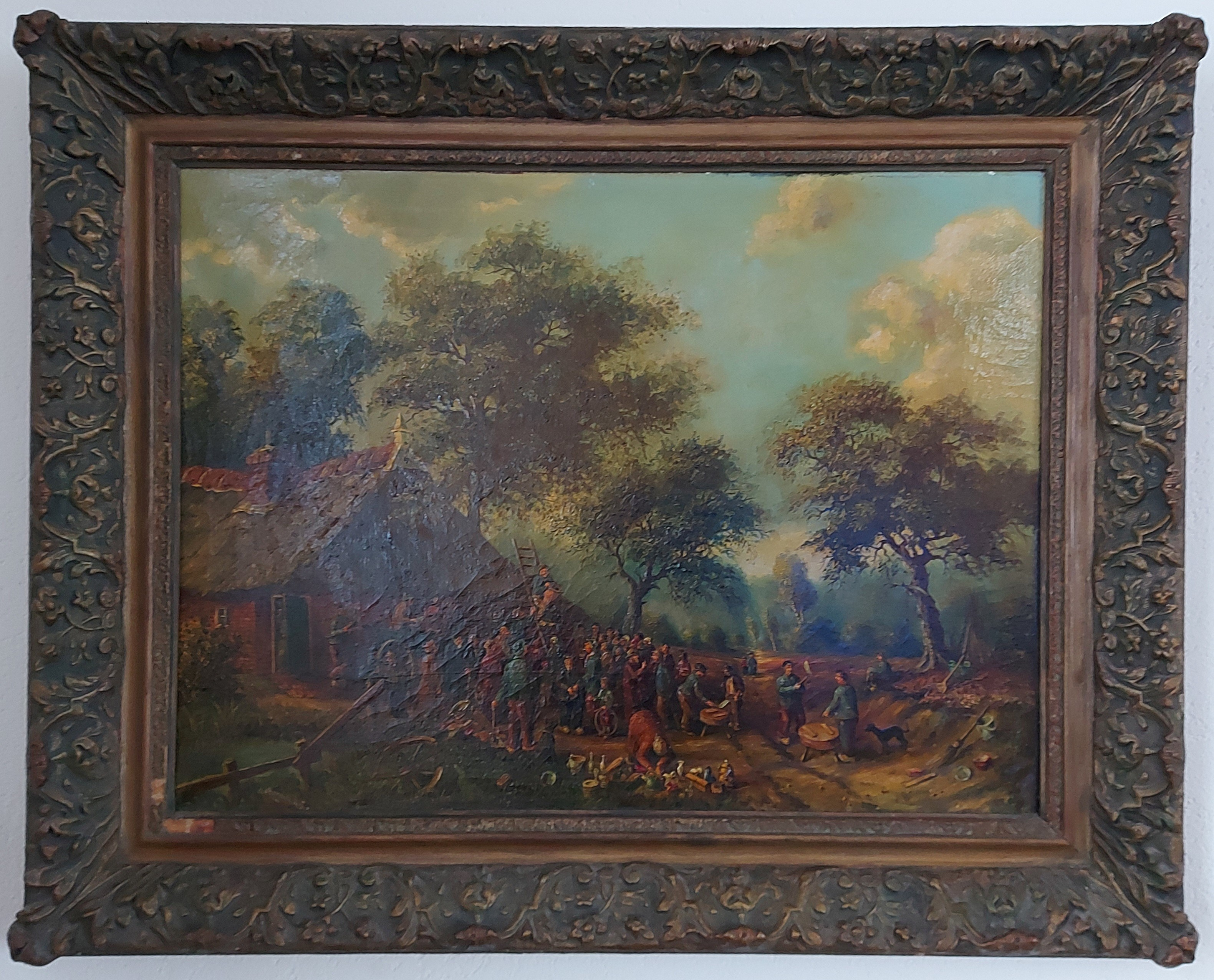
Derk Meedema, Olieverf op linnen, "Boeren boeldag"
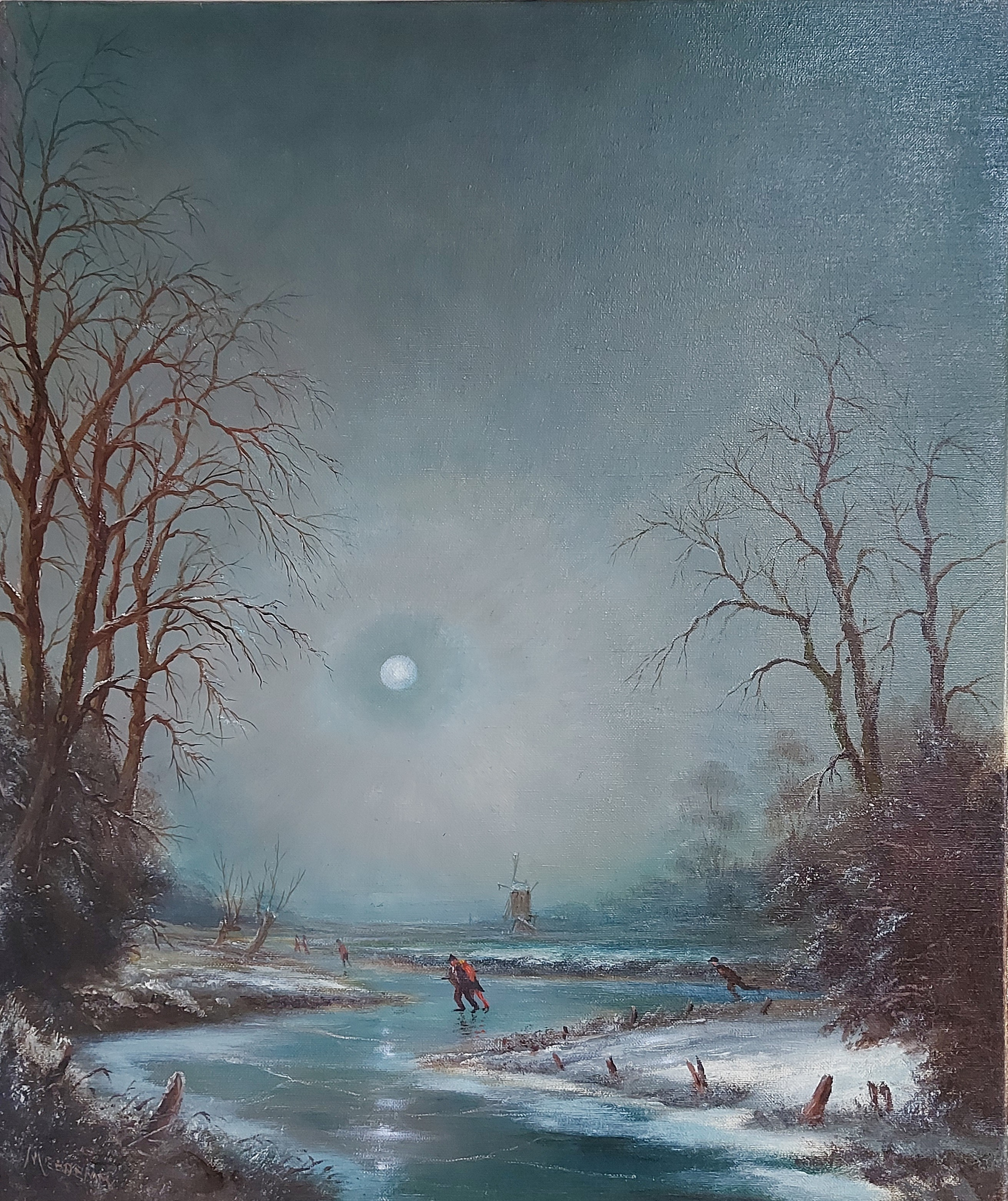
Derk Meedema, Olieverf op linnen, "Wintermaan"
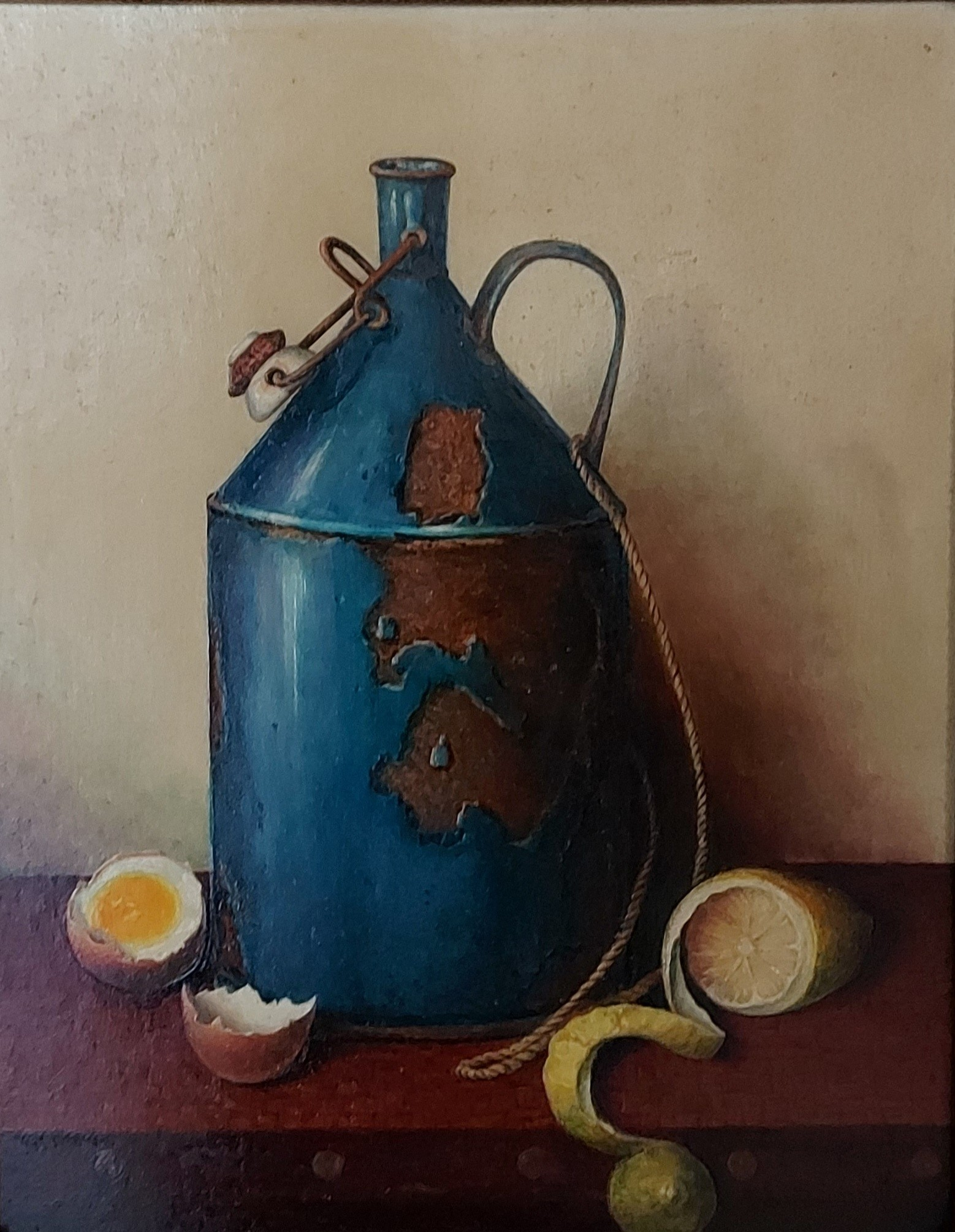
Derk Meedema, Stilleven, "Emaille fles met ei"
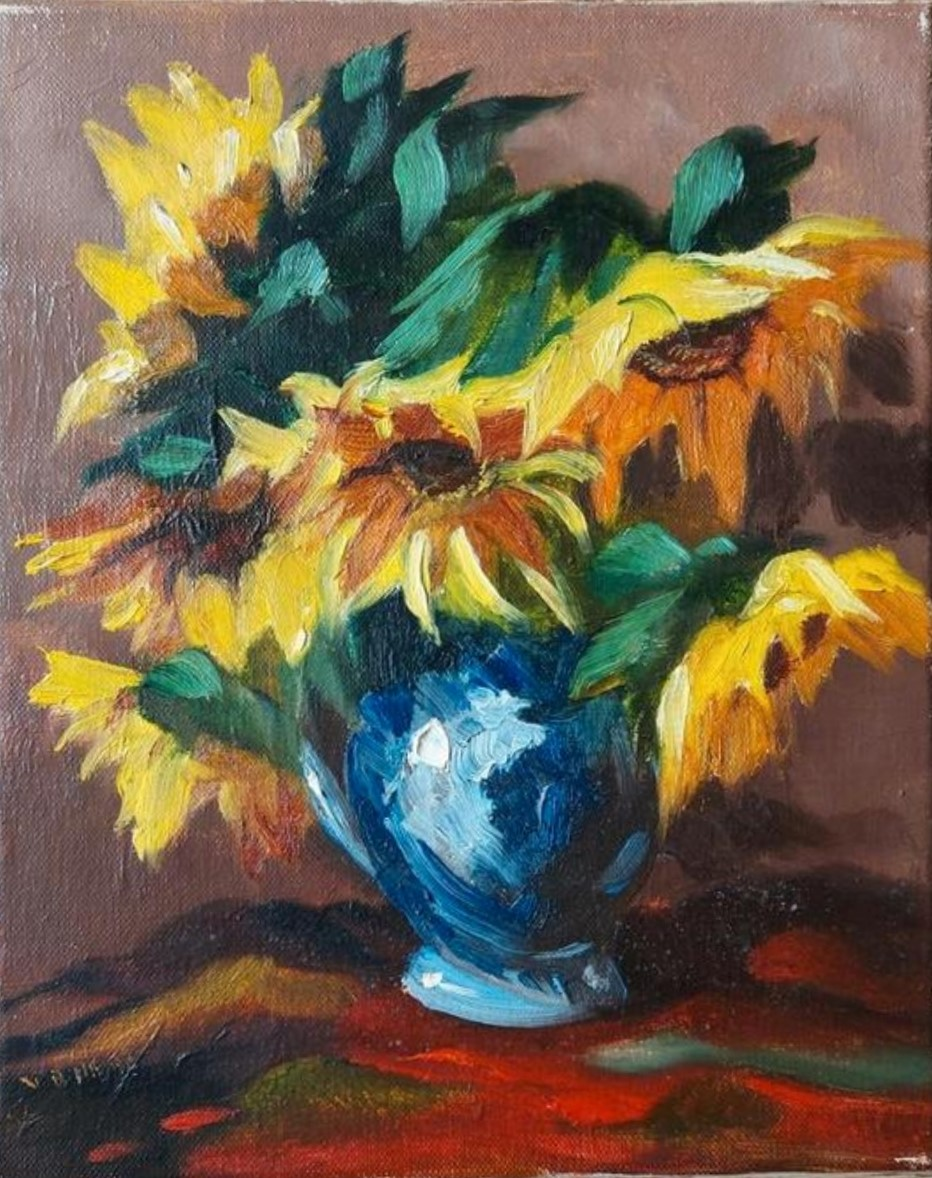
Derk Meedema, Olieverf of linnen, "Zonnebloemen"
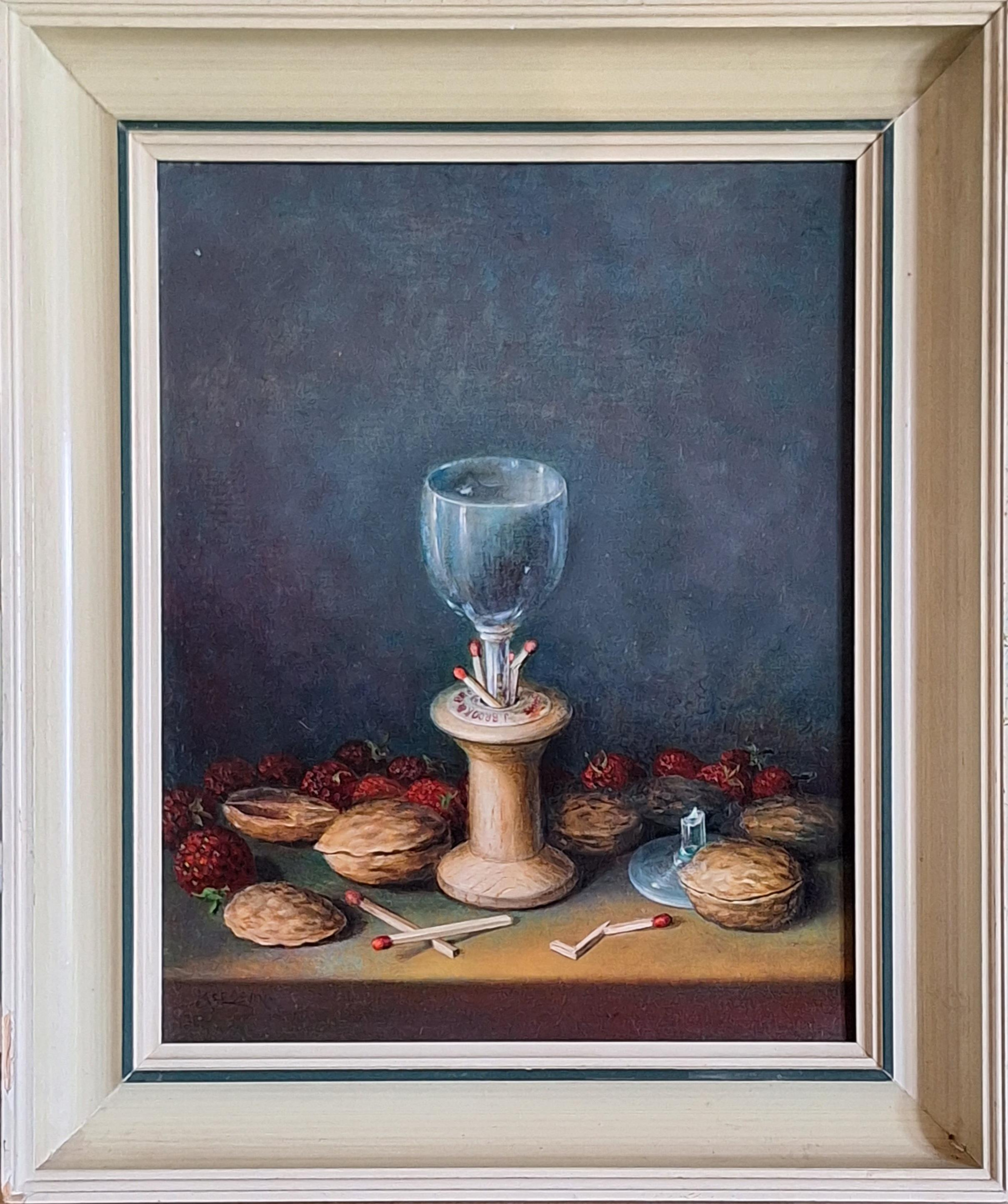
Derk Meedema, Stilleven "Glas met garenklos als voet"
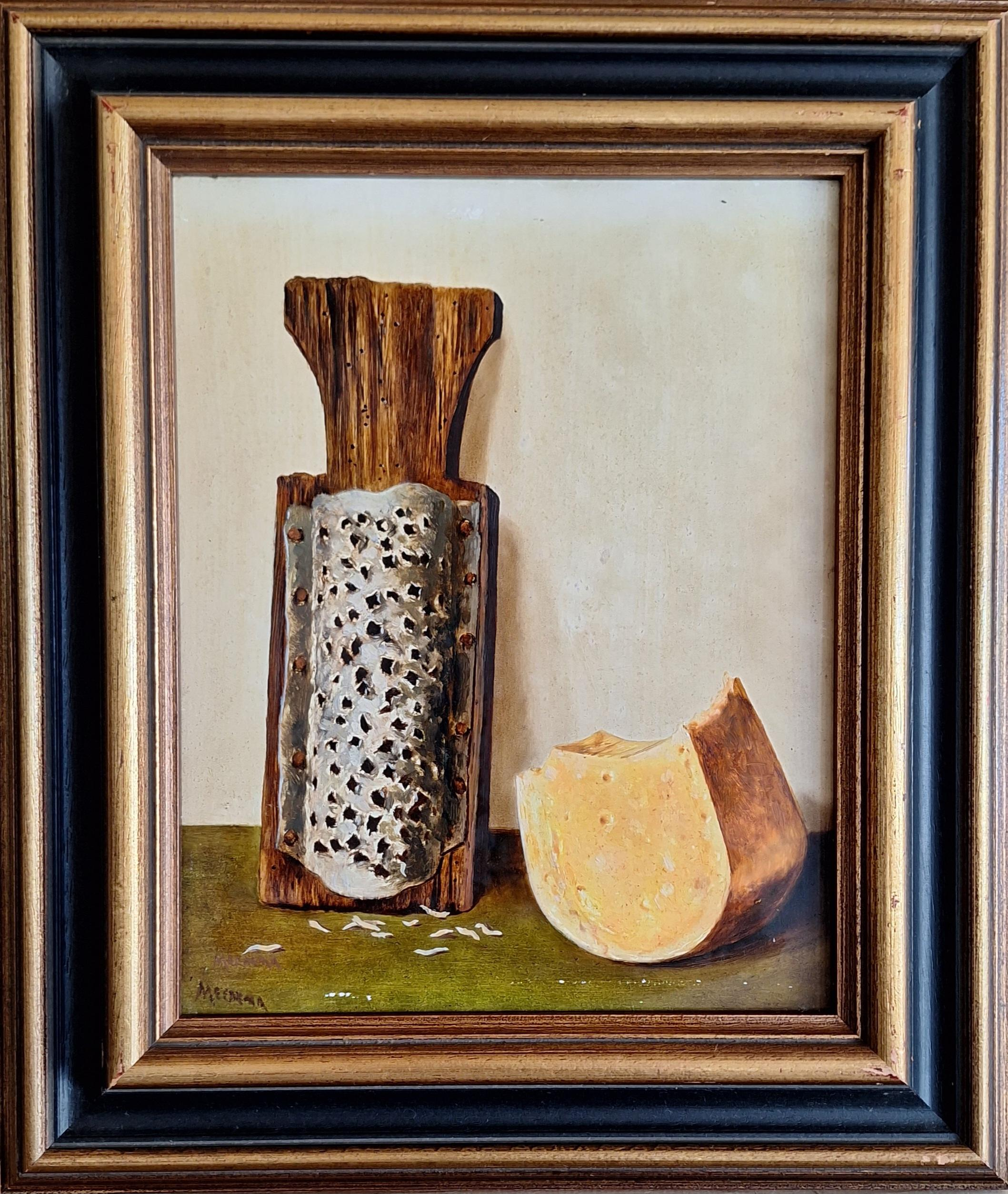
Derk Meedema, Stilleven, "Geknutselde kaasrasp"
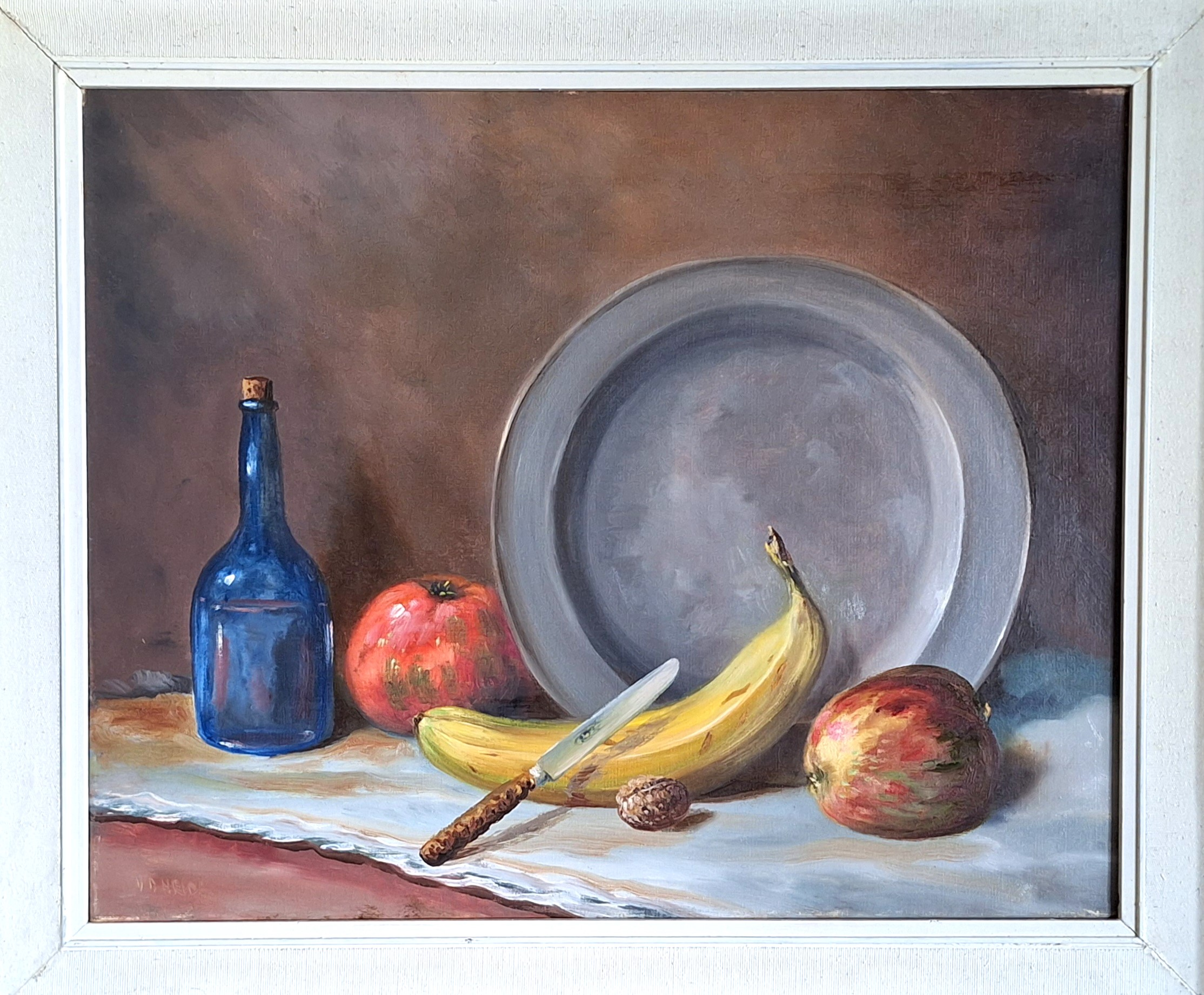
Derk Meedema, Stilleven "Banaan en tin"
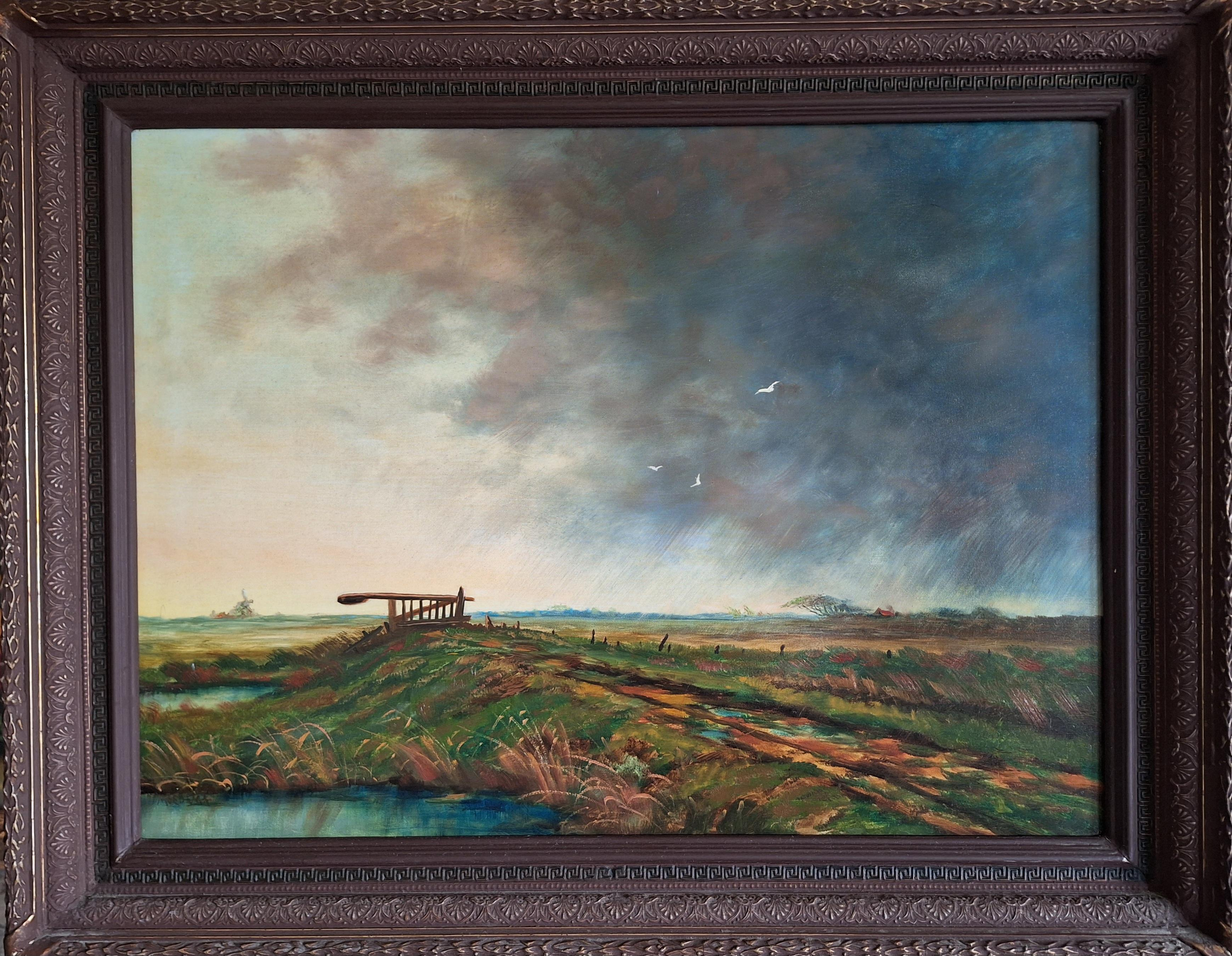
Derk Meedema, Landschap, "Het boerenleven in zwaar weer"
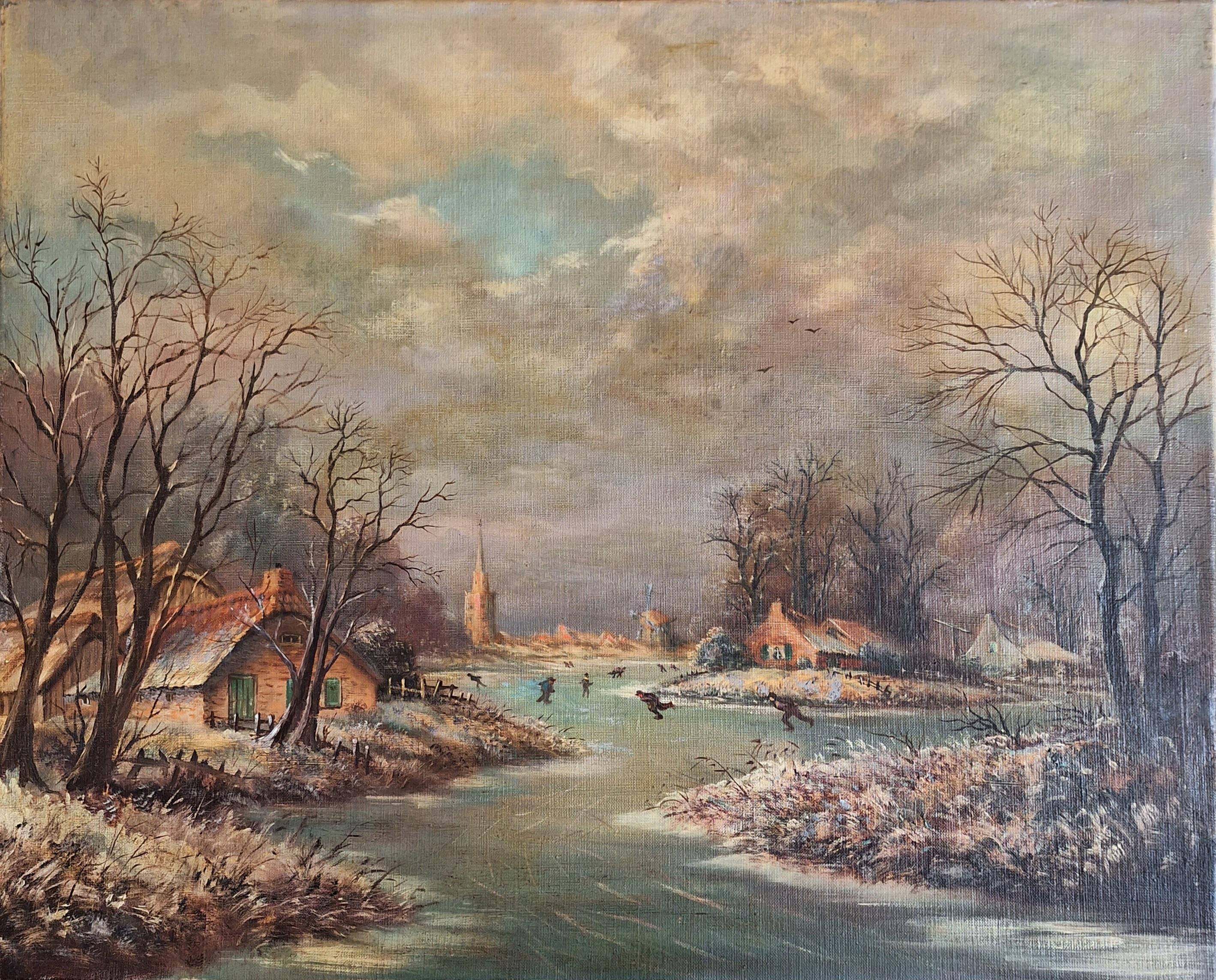
Derk Meedema, Winter landschap
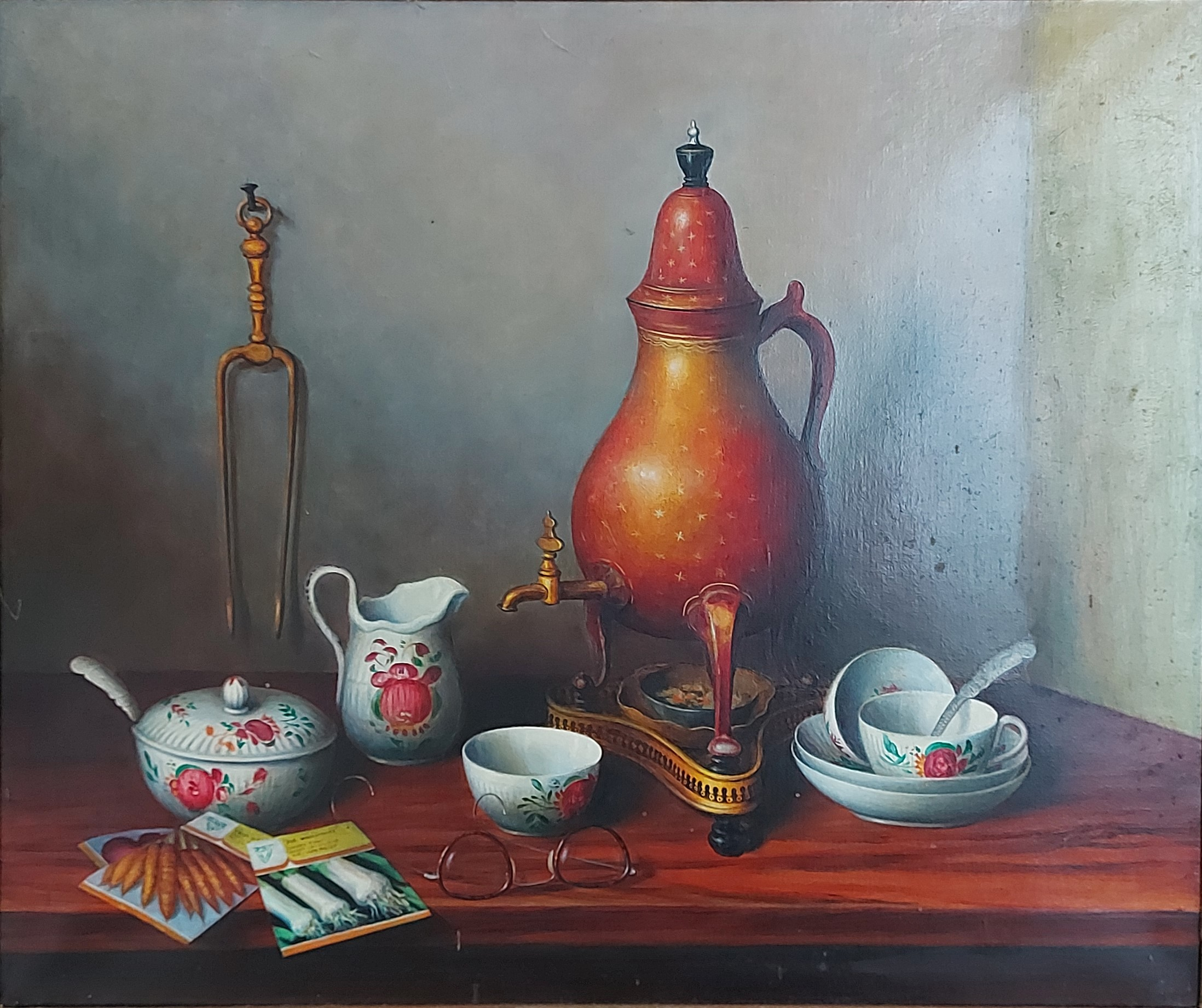
Derk Meedema, Stilleven, "Kraantjespot en groentenzaden
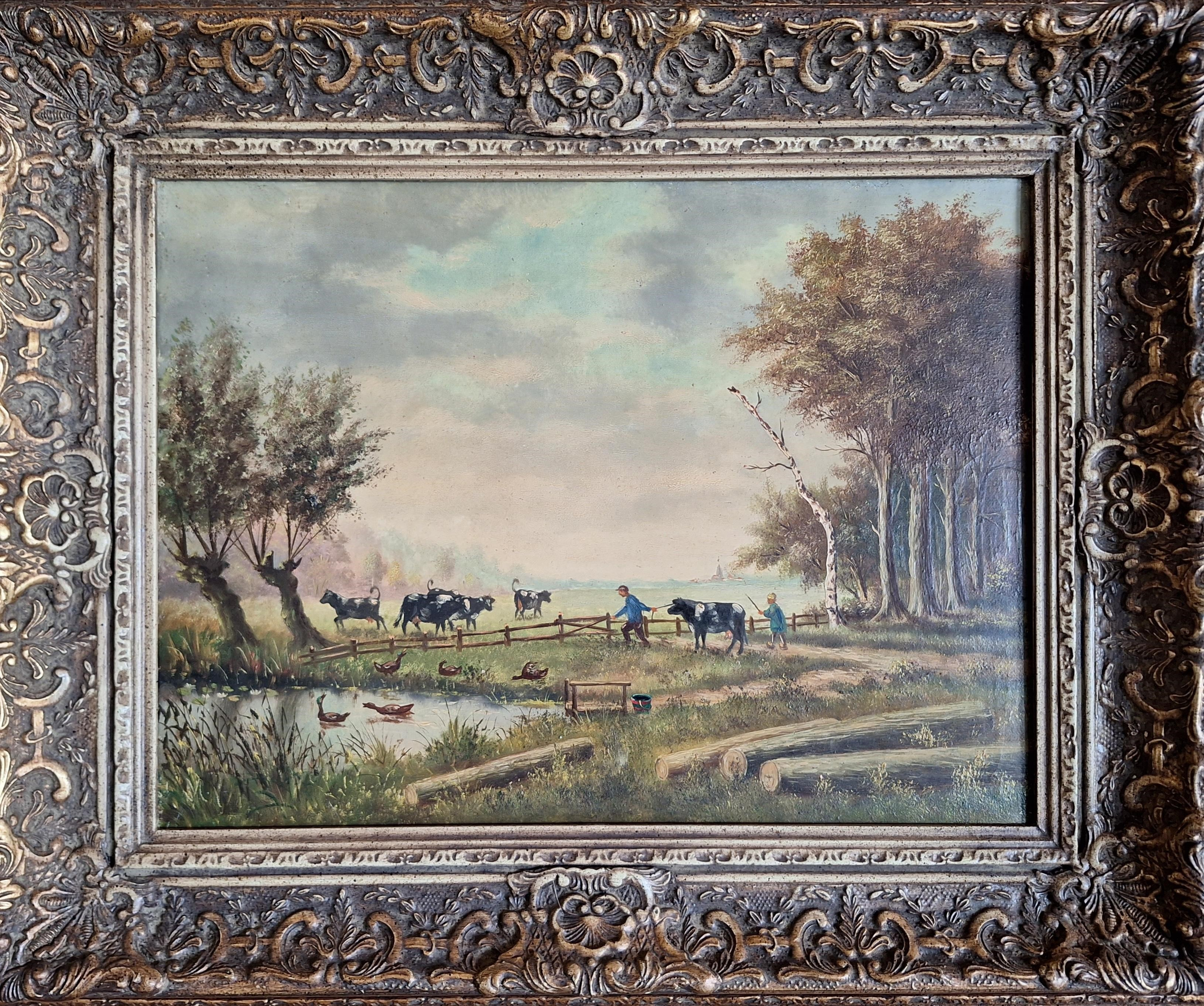
Derk Meedema, Landschap, "Koe erbij in de wei"
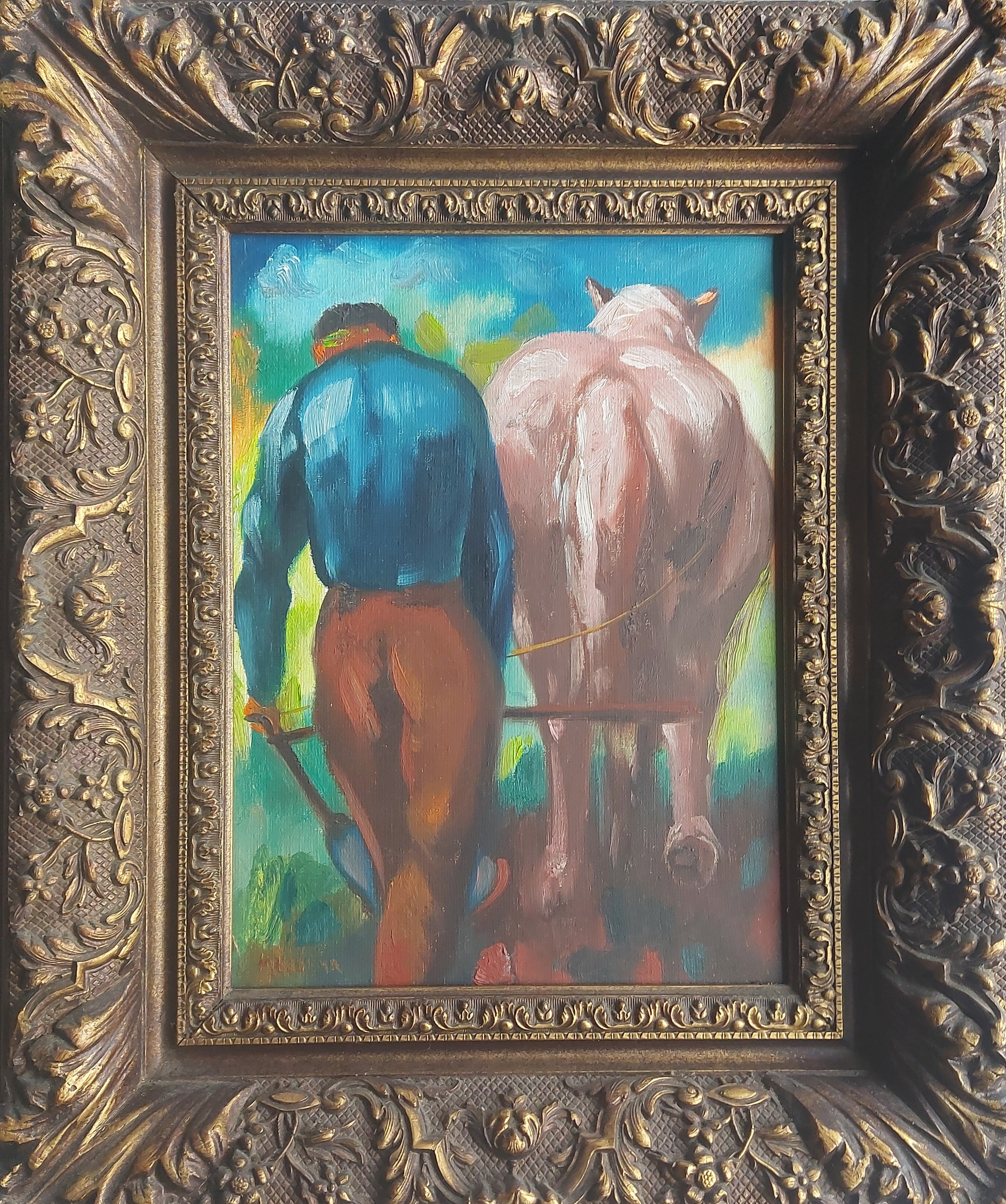
Derk Meedema, "De Ploeg"
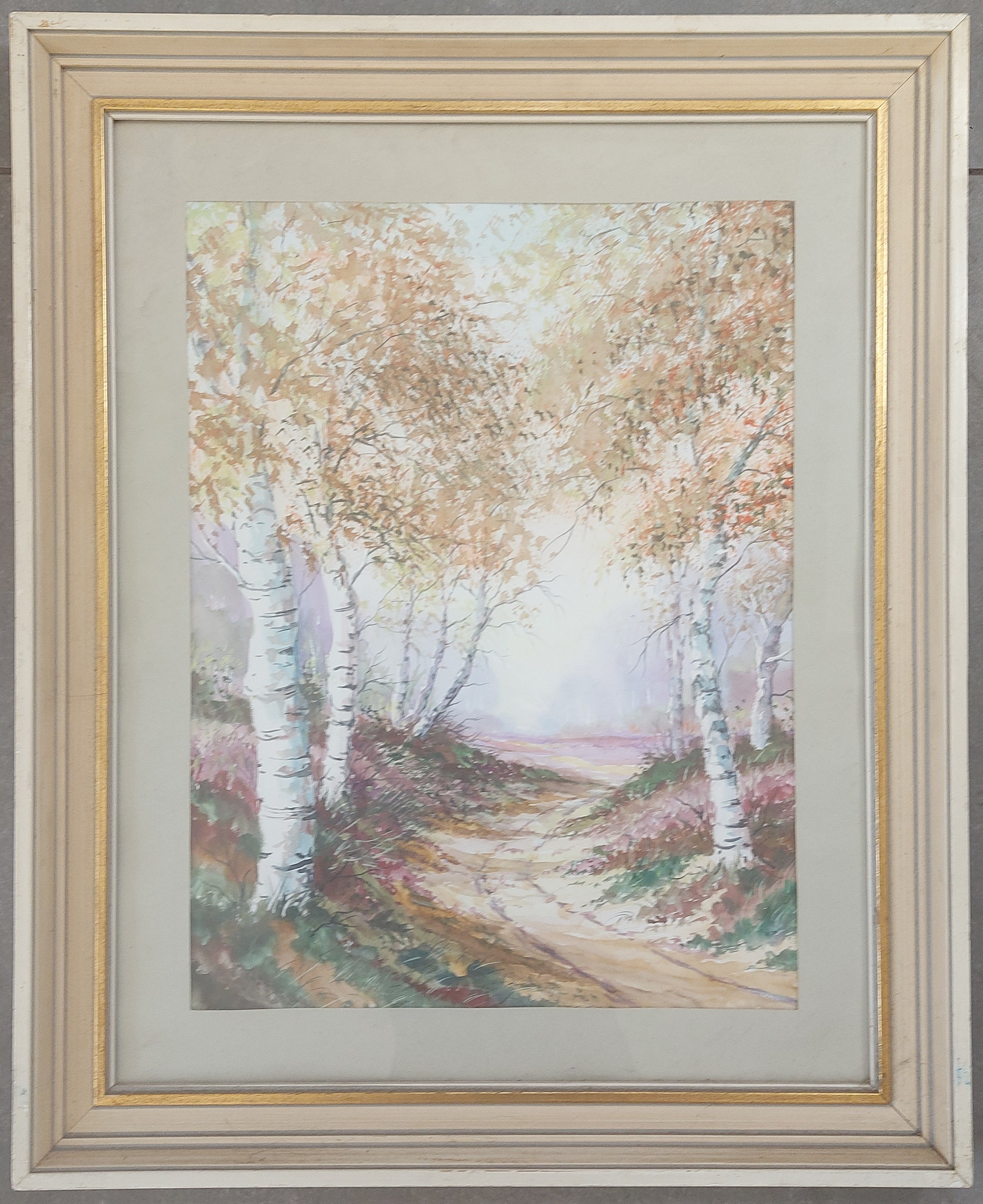
Derk Meedema, Aquarel, "Berkenpaadje"
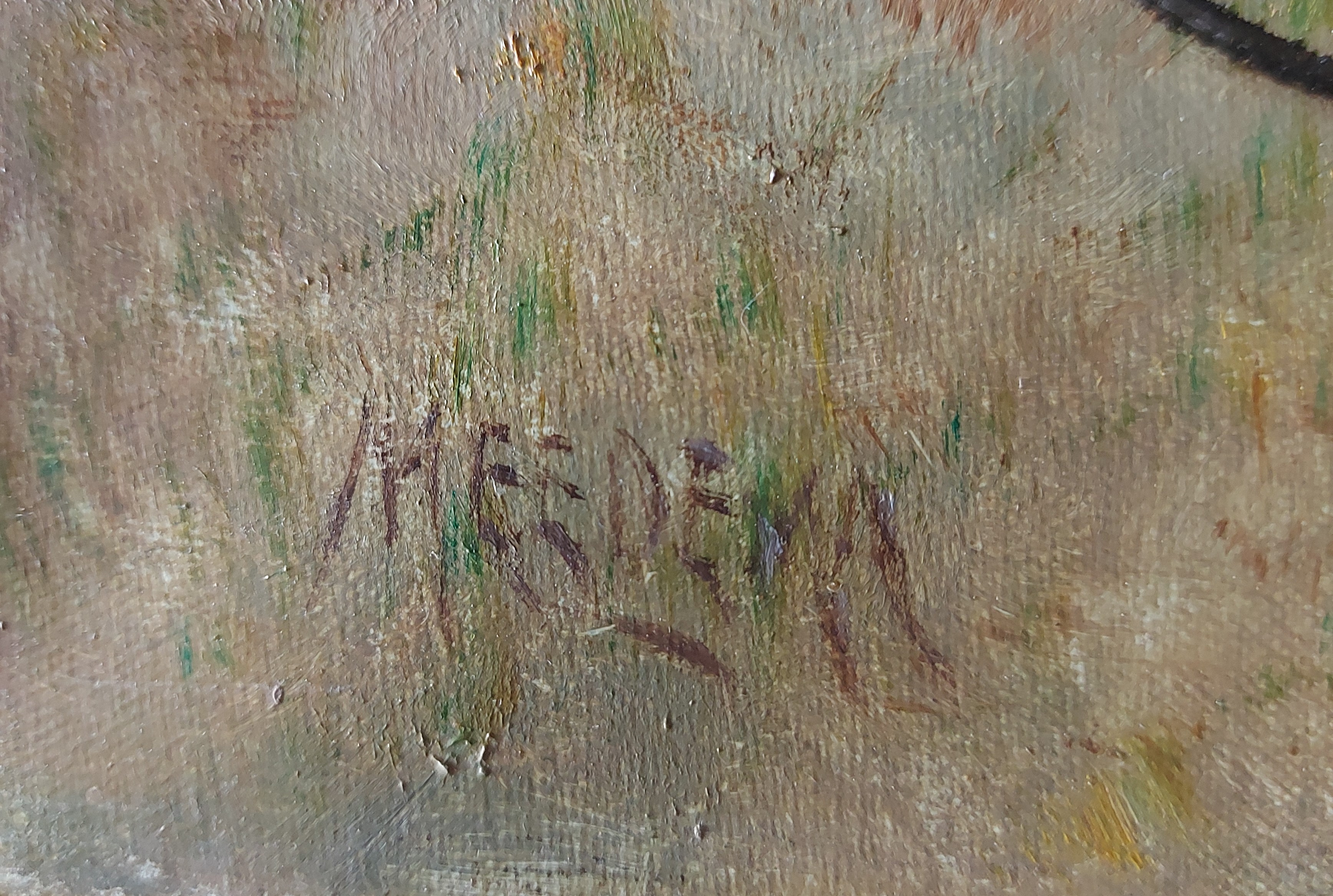
Signatuur "Meedema" Derk Meedema
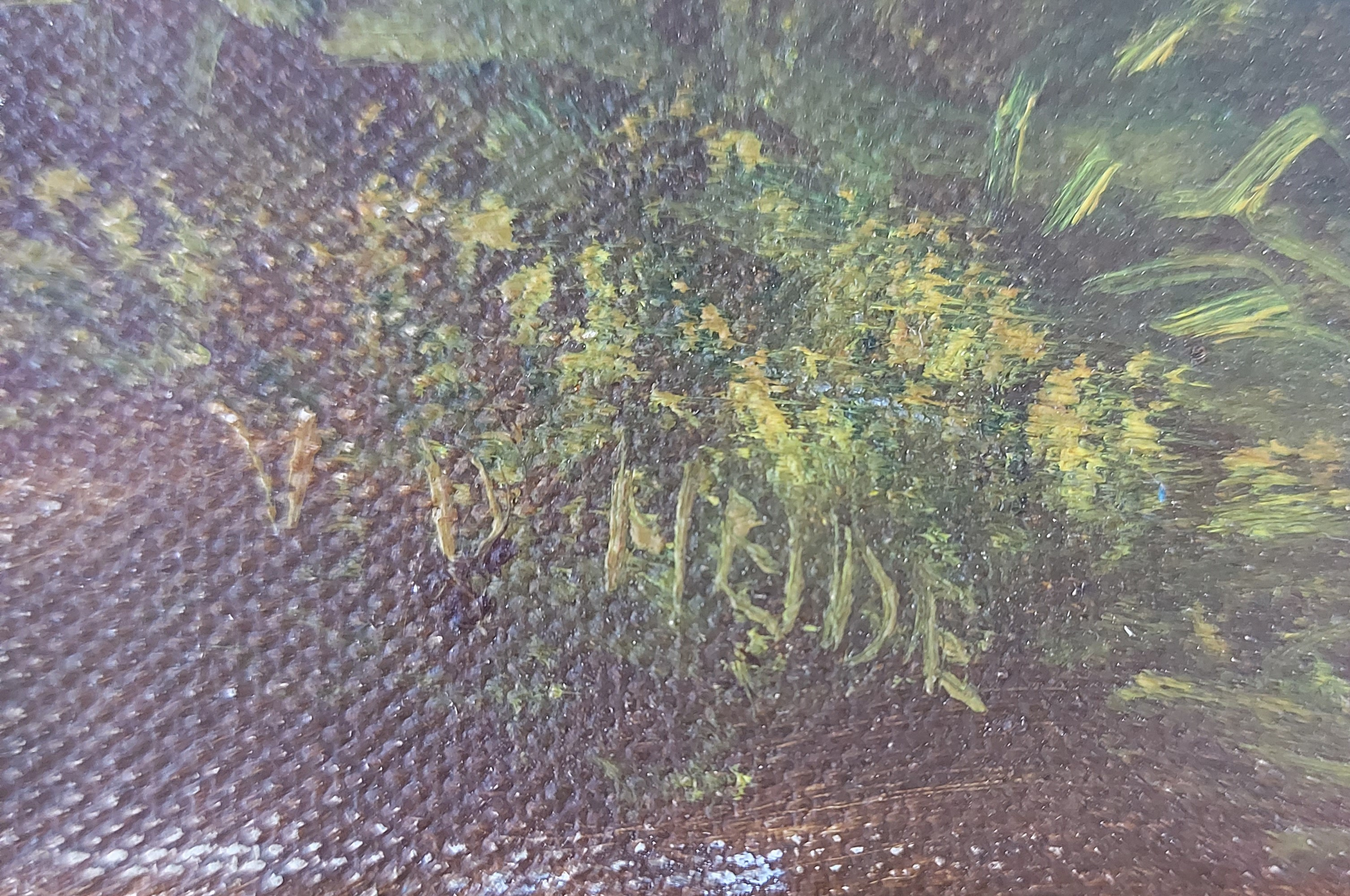
Signatuur "v.d. Heide" Derk Meedema